# Guy Penrod
Guy Penrod, född 2 juli 1963 i Abilene i Texas i USA, är en amerikansk sångare. Han har under ca 14 år sjungit i Gaither Vocal Band tillsammans med Bill Gaither med flera. Efter tiden med Gaither Vocal Band har han bland annat spelat in soloalbumet Breathe Deep och 2012 blev han ny programledare för TV-programmet Gospel Music Showcase. Han har haft konserter i Sverige flera gånger, både tillsammans med Gaither Vocal Band och som soloartist.